# Metzeral
Metzeral es una localidad y comuna francesa, situada en el departamento de Alto Rin, en la región de Alsacia.

## Demografía
| 1 051 | 989 | 1 006 | 1 041 | 1 065 |
| Para los censos de 1962 a 1999 la población legal corresponde a la población sin duplicidades (Fuente: INSEE [Consultar]) |     |       |       |       |

## Personajes célebres
- Martin Béhé (1887-1963), clérigo y constructor de la iglesia de Emm
- Hans Karl Abel (1876 - 1951). Poeta y romancero.
- Daniel Blumenthal (1860-1930), alcalde de Colmar entre 1905 y 1914, diputado de Estrasburgo en el Reichstag y senador de Alsacia-Lorena.